# Karl Hoopts
Karl Hoopts (* 2. März 1873 in Oldenburg; † 30. Mai 1951 ebenda) war ein deutscher Politiker.
Hoopts war beruflich als Geschäftsführer in Oldenburg tätig. Von der ersten Sitzung am 30. Januar 1946 bis zur letzten am 6. November 1946 gehörte er als Abgeordneter der SPD dem Ernannten Landtag von Oldenburg an. Während dieser Zeit fungierte er als Sprecher seiner Fraktion.

## Quelle
- Barbara Simon: Abgeordnete in Niedersachsen 1946–1994. Biographisches Handbuch. Hrsg. vom Präsidenten des Niedersächsischen Landtages. Niedersächsischer Landtag, Hannover 1996.

| Personendaten    | Personendaten                  |
| ---------------- | ------------------------------ |
| NAME             | Hoopts, Karl                   |
| KURZBESCHREIBUNG | deutscher Politiker (SPD), MdL |
| GEBURTSDATUM     | 2. März 1873                   |
| GEBURTSORT       | Oldenburg                      |
| STERBEDATUM      | 30. Mai 1951                   |
| STERBEORT        | Oldenburg                      |